# Ідентифікаційний жетон військовослужбовця

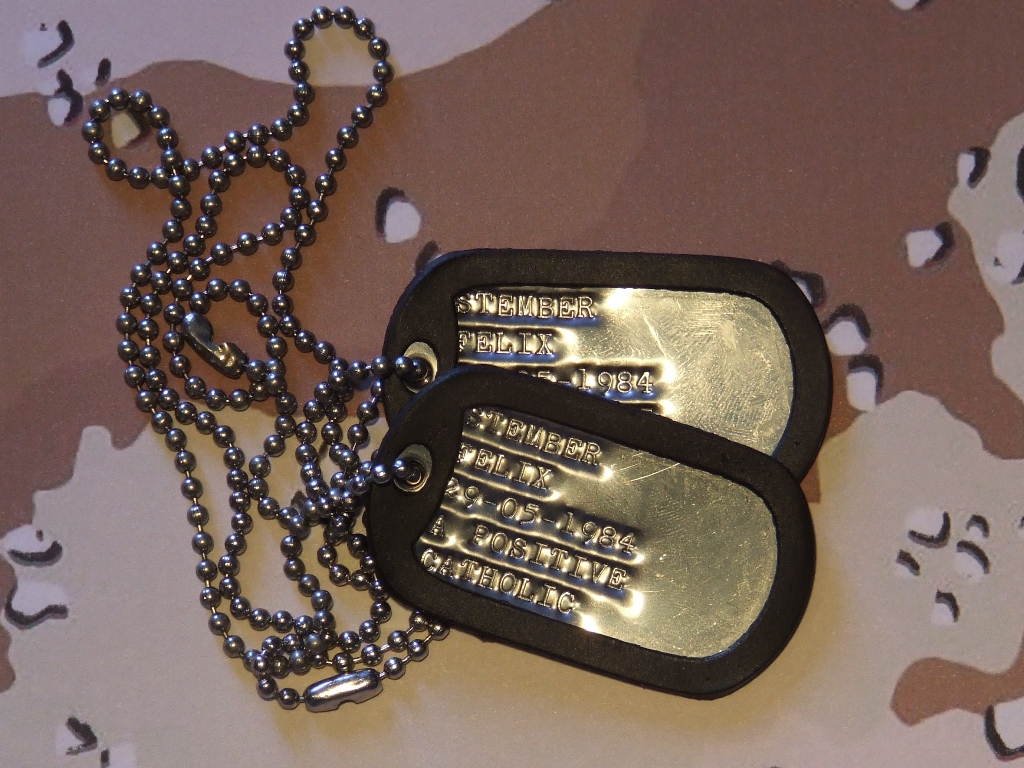
Ідентифікаційні жетони ЗС США — два ідентичні жетони носяться разом

Ідентифікаційние жетони офіцерів Війська Польського убитих НКВС в Катинської різанини викопані в братських могилах у Харкові

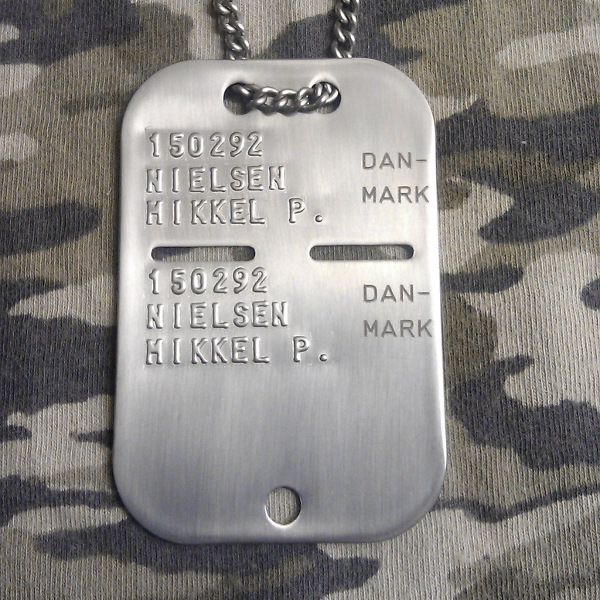
Ідентифікаційний жетон ЗС Данії складається з двох половинок розділених наскрізною перфорацією

Ідентифікаці́йний жето́н військовослужбо́вця, також жето́н-особи́стий но́мер (сленг. особистий ярлик, собача бірка, медальйон смерті) — передбачений Женевськими конвенціями особистий ідентифікаційний жетон військовика; обов'язковий до носіння знак, що дозволяє швидко ідентифікувати вбитих та поранених на полі бою військовослужбовців.
Вперше згадується в Женевській конвенції про поліпшення долі поранених і хворих в діючих арміях 1906 року. Женевська конвенція 1929 року визначила, що ідентифікаційні жетони мають складатися з двох аналогічних половин, які легко розділяються: при знаходженні мертвого комбатанта одна половинка має залишатися на трупі, а інша — передаватись в кадрові органи. При чому, по відношенню до солдатів противника ці половинки мають передаватися військовим владам тієї сторони, до якої належав померлий.
На практиці вимога Конвенції 1929 року виконується не усіма країнами. Залежно від національних регламентуючих документів жетони можуть містити також різну додаткову інформацію — відомості про групу крові, віросповідання, розмір протигаза тощо.

## У Російській імперії

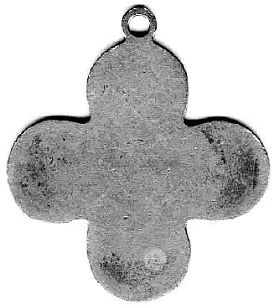
жетон у Російській імператорській армії до 1917 р.

Військові з України в складі Російської імперії отримували жетони хрестообразної форми.

## Загальні відомості, застосування в збройних силах держав світу

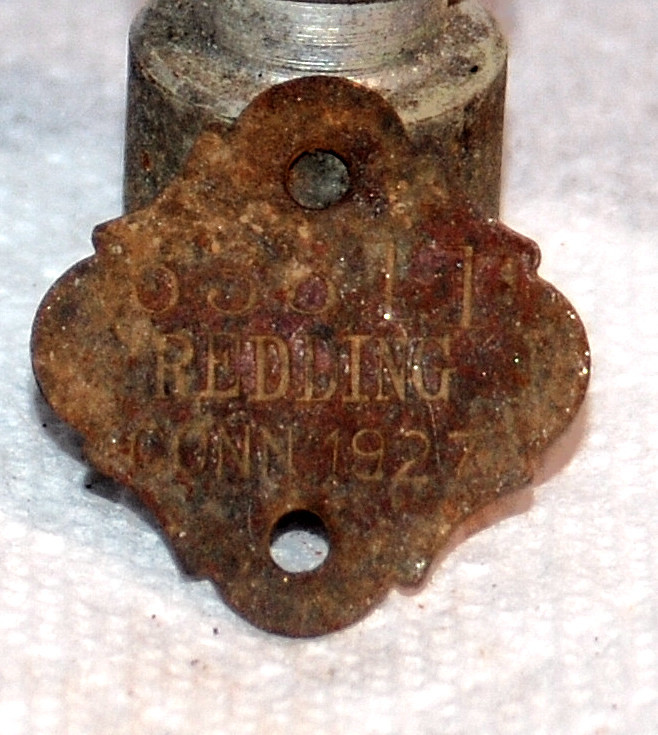
жетон США в 1927 р.

Жетони обов'язкові до носіння в більшості армій світу. Зазвичай, особисті номери являють собою металеві жетони, що носяться на ланцюжку на шиї, на яких записані особистий ідентифікаційний номер військовослужбовця або співробітника спецслужб, а також (не обов'язково) ім'я, прізвище або додаткові відомості. Найчастіше солдатам видається два ідентичні жетони на той випадок, якщо винести тіло загиблого з поля бою неможливо. В таких випадках один знак мають забрати з собою ті, що вижили, для передачі органам обліку особового складу, а другий залишається на тілі для розпізнавання трупа в майбутньому. Зокрема подвійні жетони видають в арміях США, Китаю, Великої Британії, Бельгії, Японії та ін. Інший варіант — коли солдату видається один особистий знак, розділений надпилом або наскрізною перфорацією навпіл, а інформація про особу дублююється на обох половинках жетону. При необхідності одна половинка знаку легко відламується для передачі відповідним органам, інша залишається на тілі. Такі жетони носять в Бундесвері, Армії оборони Ізраїлю, збройних силах більшості європейських держав. В деяких країнах інформація на половинках такого жетона дещо різниться. Зокрема, на частині що відламується, не вказується група крові військовослужбовця чи страховий код.

## Медальйони смерті і жетони-особисті номери в ЗС СРСР

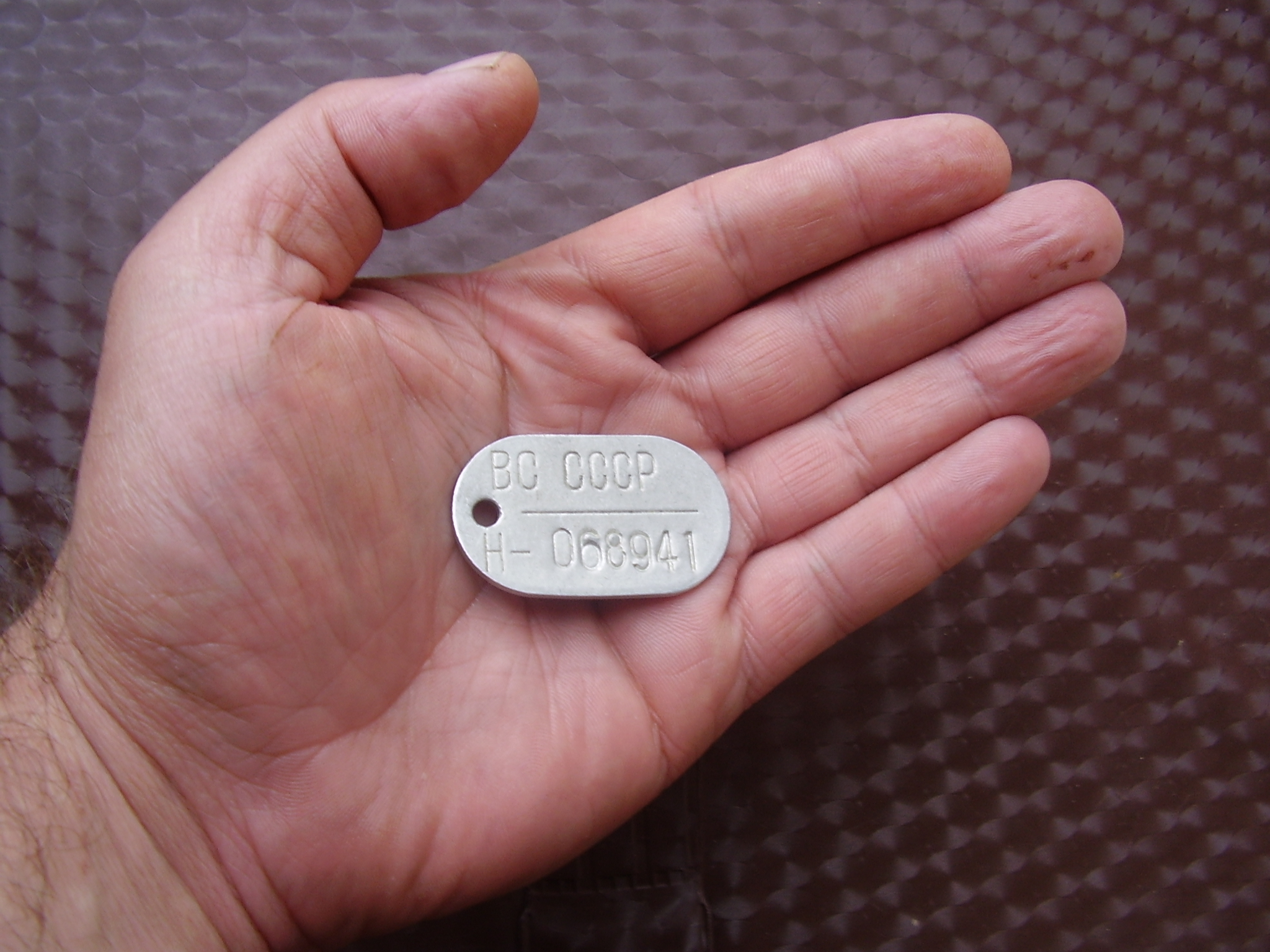
Жетон-особистий номер офіцера ЗС СРСР — аналог ідентифікаційного жетону військовослужбовця

Незважаючи на те, що Радянський Союз приєднався до Женевської конвенції у 1931 році, в СРСР таких знаків, які зазвичай називають «смертними жетонами» не було.
У середині січня 1917 року в Російській армії був введений «особливий шийний знак для впізнання убитих або поранених» — невелика металева ладанка з вушком для тасьми, всередині якої мав знаходитися аркуш пергаменту з інформацією про військовий підрозділ, ім'я власника, його нагороди, віросповідання та адресу. Новація не була впроваджена у військах через революційні події 1917 року. До того, в Російській імператорській армії військовослужбовцям виготовлялися особисті знаки "звільнювальні жетони", котрі видавалися лише на період звільнення, або відрядження і поверталися черговому після повернення військовослужбовця у свою частину. 
Шийний знак — армійський медальйон був впроваджений в Червоній армії лише у 1924 році з невеликою відмінністю — паперовий бланк був видрукуваний друкарським способом і з нього були виключені відомості про військову частину. Крім того, всі ідентифікаційні дані солдата або офіцера заносилися не самими власниками, а штабними писарями. Армійські жетони цього зразка існували до фінської військової компанії, під час якої з'ясувалося, що металевий медальйон не є герметичним та листок-вкладиш може швидко стати нечитабельним.
В березні 1941 року металевий контейнер-ладанка був замінений на восьмигранний пластмасовий пенал-циліндр з паперовим вкладишем у двох примірниках, в якому було вказано адресу, групу крові та прізвище, ім'я і по-батькові власника, а також ім'я та прізвище його найближчого родича. Втім, як показав час, «жолуді» мали ті ж недоліки, що й їх попередники. У листопаді 1942 року керівництвом РСЧА було прийняте рішення про зняття армійських медальйонів з постачання армії. З того часу солдати строкової служби ідентифікаційних жетонів не мали.
З початку 1950-х для офіцерів Радянської армії були введені алюмінієві жетони з вибитими на них особистими номерами, але цей жетон на дві частини не ділився і його призначення ніякими керівними документами не було визначене. Згідно з порядком присвоєння особистих номерів офіцерам і прапорщикам (мічманам) жетон з особистим номером вручається разом з видачею посвідчення особи військовослужбовця та зберігається при собі протягом всього часу проходження військової служби.

## Особистий номер військовослужбовця Збройних Сил України та його ідентифікаційний жетон
Порядок присвоєння особистих номерів військовослужбовцям Збройних Сил України та отримання ними ідентифікаційних жетонів встановлено Інструкцією з організації обліку особового складу Збройних Сил України.
Ідентифікаційний жетон з особистим номером військовослужбовця Збройних Сил України призначений для ідентифікації особи військовослужбовця (у разі його загибелі, смерті, поранення чи контузії або потрапляння в полон) та надання відповідних донесень.
Його введення обумовлене ратифікацією Україною Женевських конвенцій про захист жертв війни від 12 серпня 1949 року і Додаткових протоколів до них від 08 червня 1977 року щодо покращення участі поранених і хворих, а також необхідністю встановлення особистості загиблих (померлих) військовослужбовців, у тому числі з військових частин і підрозділів Збройних Сил України, які виконують завдання у складі національних контингентів.
На жетоні зазначаються прізвище, ім'я, по батькові військовослужбовця, його група крові, резус-фактор і особистий номер, присвоєний відповідно до його реєстраційного номера, а також назва держави та її військового формування, в якому проходить військову службу військовослужбовець.
Жетон виготовляється з нержавіючої харчової сталі у вигляді прямокутника розміром 45×26 мм, товщиною 1,0 мм, кути якого заокруглені. Паралельно більшій стороні прямокутника посередині проходить перфораційна лінія, по якій жетон у разі необхідності може бути переломлений.
Інформація щодо особи військовослужбовця розміщується з обох боків жетона. На лицьовому боці вище перфораційної лінії державною мовою наносяться прізвище, ім'я та по батькові, латинськими літерами й римськими цифрами — група крові та резус-фактор. Нижче під перфораційною лінією зазначаються арабськими цифрами — особистий номер та державною мовою — назва держави (Україна) і військового формування (Збройні Сили). На зворотному боці така сама інформація розміщується навпаки: вище перфораційної лінії арабськими цифрами — особистий номер, державною мовою — назва країни і військового формування; нижче державною мовою наносяться прізвище, ім'я, по батькові, латинськими літерами й римськими цифрами — група крові та резус-фактор.
Особистий номер військовослужбовця Збройних Сил України відповідає реєстраційному номеру облікової картки платника податків, який присвоюється кожному громадянину України.
Для громадянина України, що є військовозобов'язаним і призовникам, який через свої релігійні переконання відмовився від прийняття реєстраційного номера особистий номер присвоюється за серією і номером паспорта громадянина України, який на даний момент є в особи, наприклад: СН 123456. Якщо паспорт громадянина за будь-яких обставин буде замінений, особистий номер залишається без змін.